# محمود صديق المنشاوي
محمود صديق المنشاوي (30 أكتوبر 1943 -) قارئ قرآن مصري.

## حياته
وولد في مركز المنشاة بمحافظة سوهاج جنوب مصر، حفظ القرآن الكريم في الثامنة من عمره، وهو ابن القارئ الشيخ صديق المنشاوي، وشقيق القارئ الشهير محمد صديق المنشاوي وأحمد صديق المنشاوي ، ووالد القارئ الشيخ صديق محمود المنشاوي ، وتمكن من الالتحاق بإذاعة القرآن الكريم بعد ثمانية أشهر على رحيل شقيقه القارئ محمد صديق المنشاوي، سجل المصحف مرتلًا، ويذاع ضمن ختمة مشتركة لعدد من القراء علي إذاعة القرآن الكريم من القاهرة له عدد من التسجيلات في البلاد التي سافر إليها منها الكويت والإمارات واليمن والسودان وإيران وماليزيا وجنوب أفريقيا. وله العديد من المحافل القرآنية في صعيد مصر التي تُقرأ في العزاء أو المناسبات الدينية.